# Codice Altman
Codice Altman è un romanzo di Robert Ludlum.

## Trama
La Dowager Empress è una nave cinese che trasporta materiali chimici utilizzabili come armi di distruzione di massa e diretta in Iraq. L'agenzia ultrasegreta di controspionaggio Covert-One alle dirette dipendenze del Presidente degli Stati Uniti scopre cosa trasporta e per fermarla in acque internazionali c'è bisogno di una prova inconfutabile: la nota di carico originale. Per portarla negli USA, la Covert-One invia Jon Smith in Cina ad incontrare un altro agente, Avery Mondragon, che ha rubato la nota di carico in modo da riportarla negli Stati Uniti. Ma le cose vanno male: Mondragon viene ucciso e la nota non viene recuperata.
Jon Smith deve recarsi a Shanghai per rubarla: scopre che ci sono tre copie, una proprio a Shanghai dove è partita la nave della Flying Dragon Enterprises diretta da Yu Yongfu, l'altra presso la sede di Hong Kong della Altman Group e la terza copia a Bassora in Iraq. A Shanghai Smith non riesce a recuperare la nota, Yu Yongfu e tutta la sua famiglia sono spariti nel nulla. Pedinato e poi ricercato sia dal governo cinese che vuole arrestarlo, sia da misteriosi agenti che vogliono ucciderlo, deve fuggire clandestinamente dalla Cina, con l'aiuto di un gruppo di Uiguri, misterioso popolo suddito che combatte segretamente la Cina.
A Smith non resta che andare a Hong Kong e cercare la nota di carico alla Altman Group diretta da Ralph McDermid, prima che la nave arrivi in acque irachene e non possa più essere abbordata. Ma McDermid sa dell'arrivo di Smith, distrugge la nota di carico e cattura Smith: sembra finita, in Iraq un altro agente viene scoperto mentre cerca di rubare la nota di carico e viene ucciso.
Ma l'inaspettato è sempre in agguato: in lotta contro il tempo prima dello scoppio di una potenziale guerra tra le due superpotenze, Smith deve riuscire a dimostrare cosa trasporta la Dowager Empress e soprattutto ad ottenerne le prove. Ma il governo cinese non sa cosa trasporta la nave e tuttavia non può permettere che una sua nave venga abbordata in mare aperto senza reagire. Tutti cercano la nota di carico, il governo cinese, quello USA e altri misteriosi e pericolosi personaggi che sono disposti a tutto perché la nota di carico venga distrutta.

## Edizioni
- Robert Ludlum, Codice Altman, traduzione di Fabrizio Pezzoli, Rizzoli, 2006,  p. 627, ISBN 978-88-462-0860-6.